# 투폴레프 Tu-142

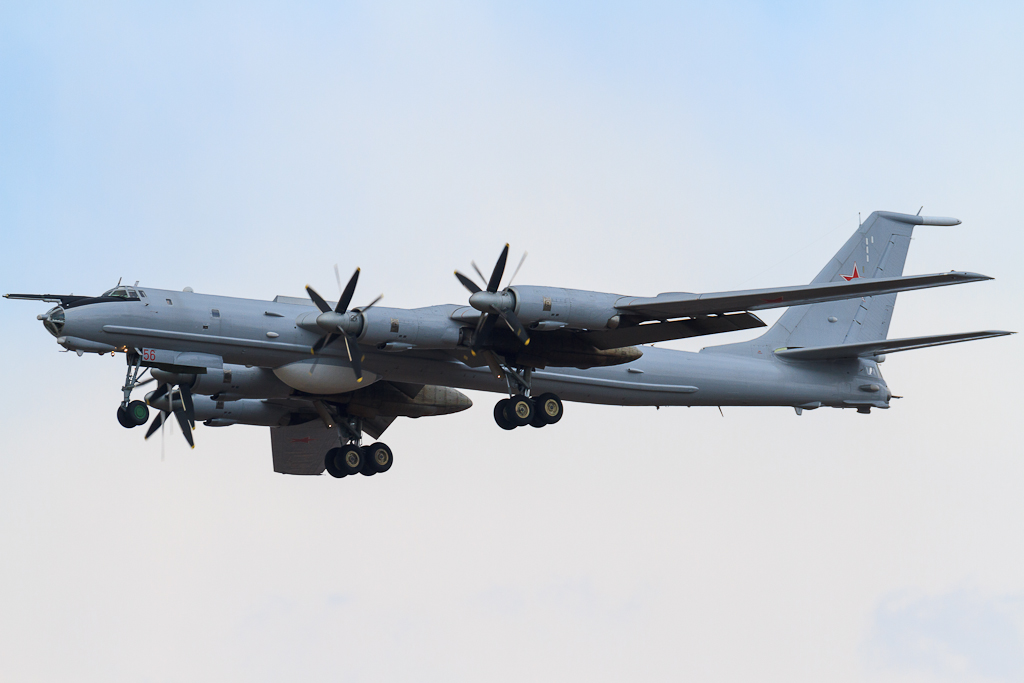
투폴레프 Tu-142

투폴레프 Tu-142(러시아어: Туполев Ту-142, 영어: Tupolev Tu-142, NATO 보고명: Bear F/J)는 투폴레프 Tu-95 전략폭격기를 개조한 소련/러시아의 해상초계기 및 대잠초계기이다. Tu-142MR 로 지정된 통신용 특수 기체는 소련 탄도미사일 잠수함과의 장거리 통신임무를 맡았다. Tu-142는 투폴레프 설계국에서 설계했으며 1968년부터 1994년까지 쿠비셰프 항공기 공장 및 타란로그 기계공장에서 생산되었다. 소련 해군과 우크라이나 공군이 운용한 바 있으며, 현재는 러시아 해군에서 운용한다.
Tu-142는 미국의 폴라리스 프로그램에 대응하여 소련 대잠수함전(ASW) 능력 강화의 목적으로 설계되었다. Tu-95를 해상용으로 개조하는 투폴레프의 첫 시도인 Tu-95PLO 프로젝트는 실패하였으나, Tu-142의 설계로 성공을 거두었다. Tu-142가 Tu-95로부터 구분되는 점은 대잠전 및 감시 역할을 위한 특수 장비를 수용하기 위해 커진 동체, 야전 능력을 지원하기 위해 강화된 하부 장치, 개선된 항공 전자장비 및 무기이며, 일반적인 성능 또한 향상되었다. Tu-142는 운용 중에도 점진적으로 개선되었고, 그 최종형이 Tu-142MZ이다. Tu-142MZ는 고도로 정교한 전투용 항공 전자 공학과 대형 탑재량을 갖춘 Tu-142의 장거리 최종형이다. 투폴레프는 또한 다수의 Tu-142를 항공전자장비(Tu-142MP) 및 엔진(Tu-142LL)를 테스트하기 위한 동체로 사용했다.

## 역사
NATO 보고명에서 공산권의 폭격기는 B로 시작하는 전통에 따라 투폴레프 Tu-95 전략폭격기는 베어(Bear)로 명명되었는데, 이를 해상초계기로 개조한 투폴레프 Tu-142도 그냥 베어라고 부른다.

### 초기 디자인
1950년대 후반 미 해군은 사정거리가 1,800 킬로미터(1,000 nm) 이상인 잠수함발사탄도미사일 UGM-27 폴라리스를 개발했다. 폴라리스에는 설계의 절정을 완성하기 위해 1960년 7월 20일 USS 조지 워싱턴이 첫 수중 미사일을 발사함으로서 시험을 마친 로켓 부스터가 적용되었다. 폴라리스는 그해 11월 15일 USS 조지 워싱턴이 핵무장 폴라리스 미사일을 싣고 사우스캐롤라이나주 찰스턴에서 출항하면서 실전 배치되었다.
이에 따라 소련 정부는 투폴레프와 다른 항공기 설계국에 대잠전 전용 기체를 설계할 것을 주문했다. 투폴레프는 먼저 Tu-95PLO (противолодочная оборона, 즉 대잠전)를 설계했다. Tu-95에 소노부이, 대잠 기뢰, 어뢰를 장착한 것으로 9,000kg를 적재할 수 있었고 최대 10.5시간 체공할 수 있었다. 그러나 이 설계는 폐기되었는데, 강력한 레이더, 열화상(적외선) 시스템 및 자기 이상 감지기(MAD)가 없었기 때문이다. 1963년 2월 28일 소련 각료회의는 투폴레프에게 장거리 대잠기 개발 지시를 하달했다.

## 제원 (Tu-142MZ)
일반 특성
- 승무원: 11–13
- 길이: 53.08 m (162 ft 5 in)
- 날개폭: 50.00 m (167 ft 8 in)
- 높이: 12.12 m (39 ft 9 in)
- 날개면적: 311.10 m² (3,348.76 ft²)
- 경하중량: 90,000 kg (198,000 lb)
- 최대이륙중량: 185,000 kg (407,848 lb)
- 엔진: 4 × Kuznetsov NK-12MP turboprops, 11,033 kW (14,795 shp) each

성능
- 최고속도: 925 km/h (500 kt, 575 mph)
- 순항속도: 711 km/h (384 kt, 442 mph)
- 전투행동반경: 6,500 km (3,454 nmi, 3,977 mi)
- 최대고도: 12,000 m (39,000 ft)